# Emmesomyia fascigera
Emmesomyia fascigera este o specie de muște din genul Emmesomyia, familia Anthomyiidae. A fost descrisă pentru prima dată de Stein în anul 1906. Conform Catalogue of Life specia Emmesomyia fascigera nu are subspecii cunoscute.